# Konglomerat (virksomhed)
 For alternative betydninger, se konglomerat. (Se også artikler, som begynder med konglomerat)
Et konglomerat er en virksomhedsform bestående af en moderkoncern, der driver minimum to eller flere (ofte mange flere), meget forskelligartede virksomheder. Konglomerater er ofte store og multinationale. 

## Historie
Dette forretningskoncept kom til Europa fra USA efter 2. verdenskrig. 

## Konglomeratvirksomheder
Følgende virksomheder er eksempler på konglomerater:

### Udenlandske konglomerater
- Alphabet Inc.
- Siemens AG
- LG Group
- Mitsubishi
- Hyundai Kia Automotive Group
- Samsung
- General Electric
- General Motors

### Danske konglomerater
- DLG
- Schouw & Co
- A.P. Møller-Mærsk
- ØK
- Thornico
- C.W. Obel.